# Parque nacional El Rosario
El Parque nacional El Rosario es un espacio protegido que se encuentra en el departamento de El Petén, en el país centroamericano de Guatemala, justo en el extremo este de la ciudad de Sayaxché. El parque lleva el nombre de Laguna El Rosario, un pequeño lago dentro de sus límites, y fue una finca de titularidad estatal gestionada por el Instituto Nacional de Bosques (INAB). En 1980 fue declarado parque nacional. El parque cubre un área de 11,05 km ², entre ellos El Lago Rosario, que tiene una superficie de 4 hectáreas en la estación seca, a pesar de que es mucho más grande durante la temporada de lluvias.